# Paris-Roubaix de 1938
A 39.ª edição da Paris-Roubaix teve lugar a 17 de abril de 1938 e foi vencida pelo belga Lucien Storme.

## Classificação final
|    | Ciclista          | Equipa                | Tempo      |
| -- | ----------------- | --------------------- | ---------- |
| 1  | Lucien Storme     | -                     | 8h 13' 46" |
| 2  | Louis Hardiquest  | -                     | m.t.       |
| 3  | Marcel Van Houtte | -                     | +0' 06″    |
| 4  | Émile Masson      | -                     | +0' 23″    |
| 5  | Gérard Desmet     | -                     | +0' 39″    |
| 6  | René Walschot     | -                     | +0' 39″    |
| 7  | Jean Fréchaut     | France Sport - Dunlop | +0' 39″    |
| 8  | Sylvain Grysolle  | -                     | +0' 39″    |
| 9  | Albertin Disseaux | Helyett               | +0' 39″    |
| 10 | Stan Lauwers      | -                     | +0' 39″    |